# Waldemar Cimander
Waldemar Cimander (* 27. Mai 1955 in Ostropa) ist ein ehemaliger polnischer Fußballtorhüter.
Der 187 Zentimeter große Cimander begann seine Karriere 1973 bei Górnik Zabrze und wechselte im darauffolgenden Jahr zum Stadtrivalen Sparta Zabrze. 1976 kehrte der Torhüter zu Górnik zurück und absolvierte in den folgenden fünf Jahren 100 Erstligaspiele; während der Saison 1981/82 durfte der Pole auf Grund einer Sperre keine Spiele absolvieren.
Im Sommer 1982 wechselte Cimander zum deutschen Zweitligisten Stuttgarter Kickers, wo er am 27. November 1982 beim 4:1-Heimsieg über den SC Freiburg sein Debüt gab. Fünf Jahre später bestritt er am 5. Dezember 1987 beim 1:1 gegen den 1. FC Saarbrücken sein 146. und letztes Spiel für die Kickers. Nach sechs Jahren in Stuttgart ging der Pole 1988 zum Amateuroberligisten SSV Ulm 1846, im folgenden Jahr zur SV Eintracht Esslingen, wo er 1993 seine aktive Fußballerlaufbahn beendete.
Zwischen 1995 und 2000 arbeitete Cimander als Jugendtorwarttrainer der Stuttgarter Kickers, ab 2003 insgesamt knapp vier Jahre als Torwarttrainer der Regionalligamannschaft des Vereins. In der Rückrunde 2003/04 sowie während der Saison 2005/06 arbeitete er außerdem als Cotrainer der Zweiten Kickersmannschaft.
Cimanders 1981 geborener Sohn Martin spielt seit 2000 bei der SG Sonnenhof Großaspach und stieg mit dem Verein von der Landesliga bis in die 3. Liga auf.

## Vereinsstationen
- 1973–1974: Górnik Zabrze
- 1974–1976: Sparta Zabrze
- 1976–1981: Górnik Zabrze, 100 Ekstraklasaspiele
- 1981–1982: gesperrt
- 1982–1988: Stuttgarter Kickers, 146 Zweitligaspiele und sieben DFB-Pokalspiele
- 1988–1989: SSV Ulm 1846, 21 Oberligaspiele
- 1989–1993: SV Eintracht Esslingen

## Sperre 1981/82
Im Zuge des Kriegsrechts in Polen flüchtete Waldemar Cimander damals nach Deutschland. Der normale Vereinswechsel blieb dadurch aus.
In vergleichbaren Fällen in den 70/80ern (z. B. Lutz Eigendorf, der aus der DDR flüchtete) beantragten die Heimatvereine bzw. -verbände eine Sperre.
Nach Beschluss der UEFA wurde er für sämtliche Spiele inklusive Vorbereitungsspielen für die Saison 1981/82 gesperrt.